# Atoom (maattheorie)
In de maattheorie, een deelgebied van de wiskunde, is een atoom een meetbare verzameling, die een positieve maat heeft en die ook geen "kleinere" verzameling met een positieve maat bevat. Een maat die geen atomen bevat wordt niet-atomair genoemd.

## Definitie
Een meetbare verzameling {\displaystyle A} in een maatruimte {\displaystyle (X,\Sigma ,\mu )} heet een atoom als
{\displaystyle \mu (A)>0}
en voor elke meetbare deelverzameling {\displaystyle B} van {\displaystyle A} met {\displaystyle \mu (A)>\mu (B)} geldt:
{\displaystyle \mu (B)=0}

## Voorbeelden
- Beschouw de verzameling {\displaystyle X=\{1,2,\ldots ,9,10\}} en laat de sigma-algebra {\displaystyle \Sigma } de machtsverzameling op {\displaystyle X} zijn. Definieer de maat {\displaystyle \mu } op een verzameling als de kardinaliteit van deze verzameling, dat wil zeggen een aantal elementen in de verzameling. Dan is elk van de singletons {\displaystyle \{i\}}, voor {\displaystyle i=1,2,\ldots ,9,10} een atoom.

- Beschouw de Lebesgue-maat op de reële lijn. Deze maat heeft geen atomen en is dus niet-atomair.